# Ernst Henry Thode
 Der er flere personer med dette navn, se Henry Thode.
Ernst Henry Thode (3. april 1887 i København – 28. februar 1967) var en dansk atlet, der var medlem af IF Sparta.
Ernst Henry Thode var søn af den tyske kunstkritiker Henry Thode.

## Danske mesterskaber
- Sølv 1906 ½ mile
- Bronze 1906 ¼ mile
- Bronze 1905 ¼ mile 58,2